# Pseudonadagara shirozui
Pseudonadagara shirozui är en fjärilsart som beskrevs av Inoue 1955. Pseudonadagara shirozui ingår i släktet Pseudonadagara och familjen mätare. Inga underarter finns listade.